# فرانسيسكا أميرة البرازيل
دونا فرانشيسكا (بالبرتغالية: Francisca de Bragança) (2 أغسطس 1824 - 27 مارس 1898) كانت أميرة إمبراطورة البرازيل فهي إبنه بيدرو الأول إمبراطور البرازيل.